# ルパン三世 PARTIII
『ルパン三世 PARTIII』（ルパンさんせい パートスリー）は、モンキー・パンチの漫画を原作とするアニメ『ルパン三世』の作品群のうち、1984年3月3日から1985年11月6日まで放送された日本のテレビアニメ。東京ムービー（現：トムス・エンタテインメント）と読売テレビが制作し、日本テレビ系列局で放送された。
本作は『PARTIII』と表記されているため、それまでの『ルパン三世 (TV第1シリーズ)』（以下、『TV第1シリーズ』）や『ルパン三世 (TV第2シリーズ)』（以下、『TV第2シリーズ』）と異なり、番組名で区別できる作品となっている。

## 登場人物
- ルパン三世 - 山田康雄
- 銭形警部 - 納谷悟朗
- 次元大介 - 小林清志
- 石川五ェ門 - 井上真樹夫
- 峰不二子 - 増山江威子

メインキャストに関して、次元大介役の小林清志以外は本作が最後のテレビシリーズ出演作となった。

## 作風
本作はメインコンセプトに「原点回帰」がある。ただし、モンキー・パンチの原作や『TV第1シリーズ』『TV第2シリーズ』など「原点」と呼べるものが数多く存在したため、どこに回帰するか試行錯誤の結果「もう一度原作へ立ち返って洗い直し、『TV第2シリーズ』のコンセプトをベースにハードな部分を取り入れる」という結論に落ち着き、完成作品のような作風となった。
作中内での前シリーズとの明確なつながりは描写されておらず、第1話でルパンが銭形に対して「よぉ〜とっつぁん久しぶり。お達者くらぶで何より何より。」と発言し、両者がしばらくの間は顔を会わせていなかったことを示している程度である。
本シリーズでのルパンはピンクのジャケットを着用。これは作画監修を務めた青木悠三の案であり「ルパンのノスタルジックなアクションやドラマにパート3らしいナウさや軽い感じをプラスすると、絶対ピンクだと思った」と述べている。また、次元が明るい青のスーツにオレンジのシャツ、銭形が薄い緑のコートにピンクのシャツになるなど、全体的に衣装のカラーリングが明るく派手目に変更されている。
サブタイトル表記は、従来および第4シリーズ以降のテレビシリーズで使用されている「タイプライターによるタイトル打ち」ではなく、本編の止め画に赤文字でタイトルを入れる独自のものを使用している。
テレビシリーズで全国ネットかつゴールデンタイムでの放送は本作が最後となっており、『LUPIN the Third -峰不二子という女-』以降のテレビシリーズは、深夜帯および一部地域での放送となっている。
地上波での再放送は前2作とは異なり非常に少なく、一部の地方局以外ほとんど行われなかった。なお、他のシリーズ同様2000年代後半以降の再放送では制作クレジットが変更されており、読売テレビのロゴも現行の「ytv」を使用したものに変更された。

## 製作

### 企画
1982年頃に企画された『ルパン8世』の製作が頓挫したことで企画された。ファンからは『TV第2シリーズ』放送終了直後から続編製作の要望が多くあり、お蔵入りとなった『ルパン8世』のスタッフの希望も受け実現したとされる。

### 製作
制作局は、『TV第2シリーズ』の日本テレビから『TV第1シリーズ』の読売テレビに戻った。
読売テレビは「自分たちがアニメ『ルパン三世』を始めた」というプライドを持っていたため、『第2シリーズ』とは異なる作風にすることを意図しての製作を強く希望した。そのため、アニメーション制作の東京ムービー（現：トムス・エンタテインメント）側には「『第2シリーズ』と同じように製作しないで欲しい」とオーダーを出しており、東京ムービーが「ルパンのジャケットは（『TV第1シリーズ』と同様の）緑に戻すのか？」と読売テレビに尋ねたところ「緑にする必要は無い。だが、赤はやめてくれ」と答えたというエピソードが残っている。
上記のように作風変更をコンセプトとする一方で、視聴率は取れる番組にしたいとの意向から、メインキャストと音響スタッフは『TV第2シリーズ』から続投となった。
キャラクターデザインは、前2シリーズなどほぼ全作に参加していた青木悠三が担当。ただし、本作は他の作品に見られる「総作画監督」という役職を置かず、モンキー・パンチの原作画（漫画『新ルパン三世』時）に近い絵柄の基本デザインを青木が描き起こし、それを基に各スタジオでキャラクターが描かれる大胆な制作方式となったため、青木は「作画監修」としてクレジットされている。放送初期はこのキャラクターデザインを反映した作画テイストになっているが、放送回数を重ねるうち次第に下請けスタジオや作画監督および原画マンの差異から生じるデザインの違いが出てきたものの、特に綿密な作画修正はされず、シリーズ終盤では基本デザイン自体が大幅に変更、ポップでギャグタッチの強い画に一新された。
文芸サイドでは柏原寛司、新井光、宮下隼一、大川俊道など実写アクション・刑事ドラマ出身のシナリオライターが多数参加した。このうち柏原と大川は、その後のテレビスペシャルやOVAにも携わっている。

### 音楽
音楽は、『TV第2シリーズ』と同じ大野雄二が起用された。ただし、日本テレビおよびその関連会社である日本テレビ音楽に権利がある「ルパン三世のテーマ」をはじめ『TV第2シリーズ』の楽曲は使用できなかったことから、本作のためオリジナル曲が作曲され使用された。
大野は依頼を受けた際、上述の事情を知らなかったこともあり「ルパン三世のテーマはもはや定番なのに、どうして使えないのか？」と戸惑いを隠せなかったという。
エンディングテーマには、大野がかつてプロデュースしたボサノヴァ歌手、ソニア・ローザを起用している。主題歌制作の経緯に関して、大野雄二は後年のインタビューで「EDの『フェアリー・ナイト』はシンプルな曲で上手くできたなと今でも気に入っているよ。むしろ当時はOPの『セクシー・アドベンチャー』が大変だったな。ルパンでありながら、これまでのルパンと違う曲を作らないといけなかったから」と苦労を語っている。

### その他
放送開始は1984年4月の予定だったが、諸事情から急遽3月に変更され「ルパン"3"世だから」と3月3日放送開始となった。この影響によって、製作現場は過密スケジュールとなるなど混乱があったという。
当初は全26話の予定で作られたが、好評のため48話（+2話）まで延長された。だが、放送枠がプロ野球・巨人戦中継と同じ時間帯に設定された影響で休止が相次ぎ「雨が降り試合が中止にならないと見れない」という状況となってしまい、約半年間分の放送が潰れた結果、1985年9月28日の49話にて一応の最終回を迎えている。
最終話である第50話「原潜イワノフの抹殺指令」は、雨傘番組としてあらかじめ制作・ストックしていた2回分（1回は、49話として使用）のうち、残った1回分である。キー局の読売テレビでは49話本放送から約2か月後の1985年11月6日に放送され、関東圏の日本テレビではそれからさらに1か月後の12月25日に17:30からの30分枠で放送された。この性質上、内容的には最終回にふさわしいものでなく、通常放送と変わらないものとなっている。脚本は元々押井守が「押井版ルパン三世」の監督を降板した後、改めて仕切り直して制作を準備していたルパン劇場作品第3弾のオーディションに提出された4本のオリジナルプロットのうちの1つを転用したとされる（実際に制作・公開された劇場アニメ第3弾については『ルパン三世 バビロンの黄金伝説』を参照）。

### スタッフ
- 原作 - モンキー・パンチ
- プロデューサー - 松元理人(東京ムービー新社)、佐野寿七（YTV・ノンクレジット）
- シリーズ構成 - 飯岡順一、小野田博之
- 音楽 - 大野雄二
- 美術監督 - 石垣努
- 撮影監督 - 長谷川肇
- 音楽監督 - 鈴木清司
- 録音監督 - 加藤敏
- 作画監修 - 青木悠三
- 編集 - 鶴渕允寿、高橋和子
- 制作担当 - 早乙女弘
- 色指定 - 伊藤純子、山本雅世
- 美術設定 - 廣瀬義憲、片山正、松宮正純
- 連載 - パワァ・コミックス、100てんランドコミックス、アクションコミックス（双葉社）
- 選曲 - 合田豊
- 効果 - 宮田音響
- 録音技術 - 前田正信
- 制作進行 - 篠原俊哉、柳内一彦、水沼健二、長井圭次、山口頼房、横溝隆久、榎本昌彦、森重男、吉岡昌仁、佐藤育郎、姫野利充
- 録音：東北新社
- 現像：東京現像所
- 放送局 - よみうりテレビ・日本テレビ系全国ネット
- 制作 - よみうりテレビ・東京ムービー新社

## 主題歌
- オープニングテーマ - 「セクシー・アドベンチャー」
  - 作詞 - 宮原芽映
  - 作曲・編曲 - 大野雄二
  - 唄：中村裕介
- エンディングテーマ - 「フェアリー・ナイト」
  - 作詞 - 宮原芽映
  - 作曲・編曲 - 大野雄二
  - 唄 - ソニア・ローザ

## 各話リスト
| 回 | サブタイトル               | 脚本         | コンテ       | 演出         | 作画監督            | 放映日         |
| -- | -------------------------- | ------------ | ------------ | ------------ | ------------------- | -------------- |
| 1  | 金塊はルパンを呼ぶ         | 大和屋竺     | 青木悠三     | 青木悠三     | 荒木伸吾            | 1984年 3月3日  |
| 2  | 大いなる罠を暴け           | 高階航       | こだま兼嗣   | こだま兼嗣   | 小川博司            | 3月10日        |
| 3  | こんにちは 地獄の天使      | 金子裕       | 青木悠三     | 橋本三郎     | 田中平八郎          | 3月17日        |
| 4  | テレパシーは愛のシグナル   | 高階航       | 鍋島修       | 鍋島修       | 松原京子            | 3月24日        |
| 5  | 五右ェ門無双               | 金子裕       | 中村亮之介   | 板倉則子     | 高田三郎 柳野龍男   | 4月7日         |
| 6  | ルパンが戦車でやってきた   | 高屋敷英夫   | こだま兼嗣   | こだま兼嗣   | 神村幸子            | 5月19日        |
| 7  | 死神ガーブと呼ばれた男     | 金子裕       | 吉田しげつぐ | 吉田しげつぐ | 荒木伸吾            | 5月26日        |
| 8  | 聖母マリアの脱出作戦       | 萩田寛子     | 奥脇雅晴     | 奥脇雅晴     | 高田三郎            | 6月9日         |
| 9  | コピー人間は高くつく       | 高屋敷英夫   | 橋本三郎     | 橋本三郎     | 小川博司            | 6月16日        |
| 10 | 秘宝は陰謀の匂い           | 佐野寿七     | こだま兼嗣   | こだま兼嗣   | 神村幸子            | 6月23日        |
| 11 | ルビーは血の汗を流す       | 平野靖士     | 板倉則子     | 板倉則子     | 柳野龍男 尾鷲英俊   | 7月7日         |
| 12 | バルタン館のとりこ         | 金春智子     | 鍋島修       | 鍋島修       | 松原京子            | 7月28日        |
| 13 | 悪のり変装曲               | 鈴木清順     | 吉田しげつぐ | 吉田しげつぐ | 田中平八郎 高田三郎 | 10月20日       |
| 14 | 誘拐ゲームはお好き         | 平野靖士     | 橋本三郎     | 橋本三郎     | 小川博司 尾鷲英俊   | 10月27日       |
| 15 | 殺しが静かにやってくる     | 大川俊道     | 亀垣一       | 亀垣一       | 亀垣一              | 11月3日        |
| 16 | 黄金のリンゴには毒がある   | 園田英樹     | こだま兼嗣   | こだま兼嗣   | 神村幸子            | 11月10日       |
| 17 | 結婚するって本当ですか     | 高階航       | 曽我部孝     | 曽我部孝     | 田中平八郎 高田三郎 | 11月17日       |
| 18 | ショータイムは死の香り     | 桜井正明     | 青木悠三     | 青木悠三     | 柳野龍男 尾鷲英俊   | 11月24日       |
| 19 | 裏切りの荒野を走れ         | 大川俊道     | こだま兼嗣   | こだま兼嗣   | 神村幸子            | 12月1日        |
| 20 | 過去を消した男             | 菅孝行       | 鍋島修       | 飯島正勝     | 松原京子 本橋秀之   | 12月8日        |
| 21 | さらば黄金伝説             | 大久保昌一良 | 甲賀電       | 荻原露光     | 尾鷲英俊            | 12月15日       |
| 22 | ダイヤに炎は似合わない     | 平野靖士     | 曽我部孝     | 曽我部孝     | 柳野龍男 高田三郎   | 12月22日       |
| 23 | ベイルート移動銀行強奪作戦 | 金子裕       | 小川博司     | 小川博司     | 小川博司            | 12月29日       |
| 24 | 友よ深く眠れ               | 大久保昌一良 | 亀垣一       | 亀垣一       | 本橋秀之            | 1985年 1月12日 |
| 25 | 俺たちは天使じゃない       | 高階航       | 甲賀電       | 荻原露光     | 尾鷲英俊            | 1月19日        |
| 26 | ニューヨークの幽霊         | 浦沢義雄     | 青木悠三     | 青木悠三     | 青木悠三            | 1月26日        |
| 27 | 暗号名はアラスカの星       | 金子裕       | ケン・タロウ | 荻原露光     | 青木悠三 柳野龍男   | 2月2日         |
| 28 | アラスカの星は地獄への報酬 | 金子裕       | 荻原露光     | 荻原露光     | 浪花京子            | 2月9日         |
| 29 | 月へハネムーンに行こう     | 大和屋竺     | 荻原露光     | 荻原露光     | 森中正春            | 2月16日        |
| 30 | カクテルの名は復讐         | 平野靖士     | 曽我部孝     | 曽我部孝     | 青木悠三 柳野龍男   | 2月23日        |
| 31 | 逆転 逆転 また逆転         | 田口成光     | 甲賀電       | 飯田つとむ   | 尾鷲英俊            | 3月2日         |
| 32 | 1000万ドルの鍵             | 柏原寛司     | 鍋島修       | 荻原露光     | 松原京子            | 3月9日         |
| 33 | 天才少年の危険な遊び       | 宮下隼一     | 荻原露光     | 荻原露光     | 柳野龍男 曽我部孝   | 3月16日        |
| 34 | マンハッタン・クライシス   | 柏原寛司     | 甲賀電       | 飯田つとむ   | 尾鷲英俊            | 3月23日        |
| 35 | ターゲットは白銀の果てに   | 宮下隼一     | 曽我部孝     | 曽我部孝     | 青木悠三 森中正春   | 3月30日        |
| 36 | 鷲の舞い降りる時           | 橋本以蔵     | 荻原露光     | 荻原露光     | 北原匠 柳野龍男     | 4月6日         |
| 37 | 父っつぁん大いに怒る       | 金子裕       | 荻原露光     | 荻原露光     | 小林勝利 曽我部孝   | 4月20日        |
| 38 | 俺を愛したレティシア       | 宮下隼一     | 鍋島修       | 飯島正勝     | 北原匠 青木悠三     | 4月27日        |
| 39 | ライバルに黄金を           | 高階航       | 甲賀電       | 飯田つとむ   | 尾鷲英俊            | 5月11日        |
| 40 | 一枚のお宝で大混戦         | 平野靖士     | 曽我部孝     | 曽我部孝     | 柳野龍男            | 5月25日        |
| 41 | 戒厳令の夜                 | 金子裕       | 荻原露光     | 荻原露光     | 尾鷲英俊            | 6月8日         |
| 42 | ピラミッドの保険金を奪え   | 大久保昌一良 | 飯島正勝     | 戯家六夫     | 関町北三            | 6月22日        |
| 43 | さらばシンデレラ           | 高階航       | 甲賀電       | 飯田つとむ   | 尾鷲英俊            | 6月29日        |
| 44 | ボクたちのパパは泥棒       | 柏原寛司     | 亀垣一       | 飯島正勝     | 井上昭子            | 7月6日         |
| 45 | コンゲームに乾杯           | 新井光       | 飯島正勝     | 飯島正勝     | 井上昭子            | 7月20日        |
| 46 | 俺の翼はスクラップ         | 宮下隼一     | 高本宣弘     | 高本宣弘     | 辻初樹              | 7月27日        |
| 47 | 一枚の迷画                 | 佐野寿七     | 川島三郎     | 川島三郎     | 柳野龍男            | 8月17日        |
| 48 | ハディスの涙               | 中村勝行     | 奥脇雅晴     | 奥脇雅晴     | 青木悠三            | 8月31日        |
| 49 | とっつぁんが養子になった日 | 浦沢義雄     | 甲賀電       | 飯田つとむ   | 尾鷲英俊            | 9月28日        |
| 50 | 原潜イワノフの抹殺指令     | 柏原寛司     | 青木悠三     | 荻原露光     | 青木悠三            | 11月6日        |

### 使用された原作
- 第1話「金塊はルパンを呼ぶ」 - 新ルパン三世No.160「フリスコ無宿」、No.163「ケーブルカー・ジャック」
- 第3話「こんにちは 地獄の天使」 - 新ルパン三世No.91「地獄志願」
- 第4話「テレパシーは愛のシグナル」 - 新ルパン三世No.10「女シンドバット」、No.132「見えない糸」
- 第5話「五右ェ門無双」 - 新ルパン三世No.28「五右ェ門無双」
- 第8話「聖母マリアの脱出作戦」 - 新ルパン三世No.73「キャ!!デラックス」
- 第9話「コピー人間は高くつく」 - 新ルパン三世No.43「同時進行」
- 第10話「秘宝は陰謀の匂い」 - 新ルパン三世No.131 「マイクロロケット」、 No.134「すでに処刑」、No.135「 一騎討ち 」
- 第11話「ルビーは血の汗を流す」 - 新ルパン三世No.9「ユニオン・ママ」
- 第12話「バルタン館のとりこ」 - 新ルパン三世No.35「赤奇血汐（前篇）」、No.36「赤奇血汐（後篇）」
- 第13話「悪のり変装曲」 - 新ルパン三世No.117「悪のり」、No.118「凶」
- 第15話「殺しが静かにやってくる」: 新ルパン三世No.6「奇女と怪女」、また作中でローリィが使用した剣術はNo.56「命仮死ます!!」で五右ェ門が使用した技から。
- 第20話「過去を消した男」 - 新ルパン三世No.12「 Who are You? －アンタダアレ?ー」
- 第30話「カクテルの名は復讐（リベンジ）」 - SEXYルパン・3「ロールス セーラー」
- 第35話「ターゲットは白銀の果てに」 - 新ルパン三世No.30「切り札は一枚で充分」
- 第47話「一枚の迷画」 - 新ルパン三世No.100「五右ェ門剣」、また話中で登場した絵画はNo.66「さてお立ち合い」を参考にしている。

### 補足事項
- 第1話『金塊はルパンを呼ぶ』
  - 銭形に向けてのルパンの台詞「お達者くらぶで何より何より」は、本シリーズ放送当時、NHK教育テレビで放送されていた生活情報番組に由来する。
- 第25話『友よ深く眠れ』
  - 唐草模様の風呂敷を取り出したルパンが「パッ、東京ぼん太。古いな、オレ…」と苦笑混じりに言うが、これは風呂敷を用いた芸が十八番だった芸人に由来する。
- 第43話『さらばシンデレラ』
  - 最初の方でルパンが遊んでいたゲームは「ゼビウス」である。
  - 王妃の葬式のシーンでルパンが読んでいた雑誌「SCREEN」の背表紙に、『ルパン三世 バビロンの黄金伝説』の広告が載っている。

## 放送局
- 放送時間：土曜 19:00 - 19:30[9]
- よみうりテレビ（制作局）
- 日本テレビ
- 札幌テレビ（数少ない再放送実施局）
- 青森放送
- 秋田放送
- テレビ岩手
- 山形放送（数少ない再放送実施局）
- ミヤギテレビ
- 福島中央テレビ
- テレビ新潟
- 北日本放送
- 石川テレビ（1984年9月1日から1985年3月30日まで（終マークは無し）、土曜 18:00 - 18:30にて放送[14]）
- 福井放送
- 山梨放送
- テレビ信州
- 静岡第一テレビ
- 中京テレビ
- 日本海テレビ
- 広島テレビ - プロ野球広島東洋カープ戦中継の関係で（巨人戦差し替え以外）後日遅れネットの場合もあった。数少ない再放送実施局の一つ（第1・第2シリーズに続けて放送）
- 山口放送
- 四国放送
- 西日本放送
- 南海放送
- 高知放送
- 福岡放送
- 長崎放送→テレビ長崎（第5話以降）
- くまもと県民テレビ
- テレビ大分
- テレビ宮崎
- 鹿児島テレビ
- 沖縄テレビ

## 評価
上述の通り、好評ではあったものの度重なる放送休止に加え、本作が放送中にも関わらず全国では『TV第2シリーズ』の再放送が継続され「ルパン＝『TV第2シリーズ』」のイメージが視聴者に定着したことも重なり、近年では正当な評価を受けなかった不遇な作品として扱われている。
井上和孝は「絵柄の好みはあるだろうが、決して駄作ではない」と評しており、前2シリーズと肩を並べ評価されるべき作品としている。

## 映像ソフト
1980年代にビデオソフト、1990年代にLD-BOX、2000年代にはDVD-BOX、2017年にはBD-BOXがそれぞれ発売された。